# EPIC 249631677 b
EPIC 249631677 bとは、てんびん座の方向に約185光年離れた場所に位置するスペクトル分類がM3.5の赤色矮星 EPIC 249631677 の周りを公転している太陽系外惑星である。TIC 70298662 bや2MASS J15120519-2006307 bという別名も持つ。

## 概要
EPIC 249631677 bは、ケプラーやK2のデータを再分析し発見された地球型惑星である。SPECULOOSの北部及び南部の天文台においてトランジットが確認された。
EPIC 249631677 bの公転周期は約3.14日であり、これはπ（円周率）の数値と似ているため、メディアでは「π-Earth」と呼称されている。EPIC 249631677 bは主星から0.02au離れた位置を公転している。